# Fluxo escuro

A expansão do Universo possui um limite além do qual pode haver outro universo.

O fluxo escuro é um fenômeno astronômico que pode indicar a existência de universos paralelos. Alexander Kashlinsky, um astrofísico da Nasa, observou que um grupo de galáxias está se movendo entre as constelações de Sagitário e Hydra. Segundo ele, o Universo possui um limite de expansão, que fica a 45 bilhões de anos-luz da Terra, e essa fronteira pode ser uma interface com outro universo, uma espécie de ralo cósmico por onde as galáxias estão fluindo, consequentemente passando para outro universo.
Entretanto, os dados são imprecisos. Eles indicam que as galáxias estão se afastando da Terra, mas esse movimento pode ter sentido  oposto. Como o limite do Universo representa o limite observável, já que a luz não teve tempo de chegar até nós, o único modo de estudá-lo é detectar alguma influência dessa região em galáxias observáveis, daí a importância de achar um conjunto galáctico se movendo a 1.000 Km por segundo, como se sofresse uma atração distante.
Kashlinsky diz que medições mais consistentes poderão ser feitas com a sonda WMAP e o telescópio espacial Planck.  A matéria escura não pode explicar o fenômeno porque não possui gravidade suficiente e a energia escura também não pode porque está distribuido de modo uniforme.

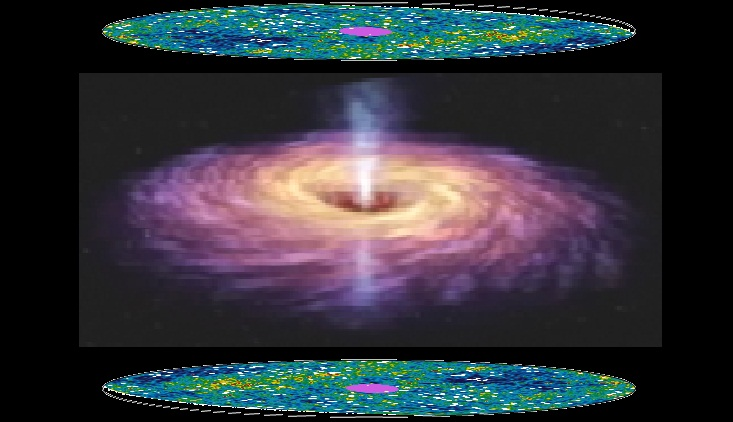
Topologia e geometria do modelo cosmológico "Universo Sustentável", uma célula bipolar de dimensões cósmicas.

O modelo prevê a existência de duas regiões deste tipo neste universo, uma das quais poderia ser a encontrada por Kashlinsky.